# Byssové hedvábí

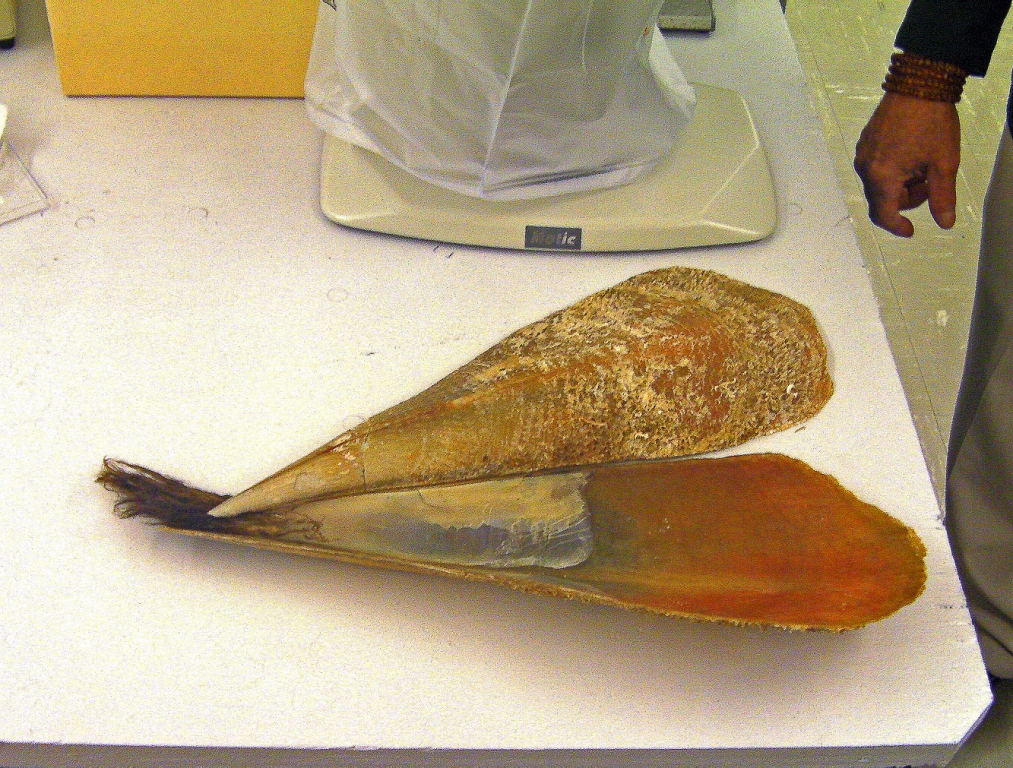
Mušle Pinna nobilis (ve washingtonském muzeu Smithsonian)

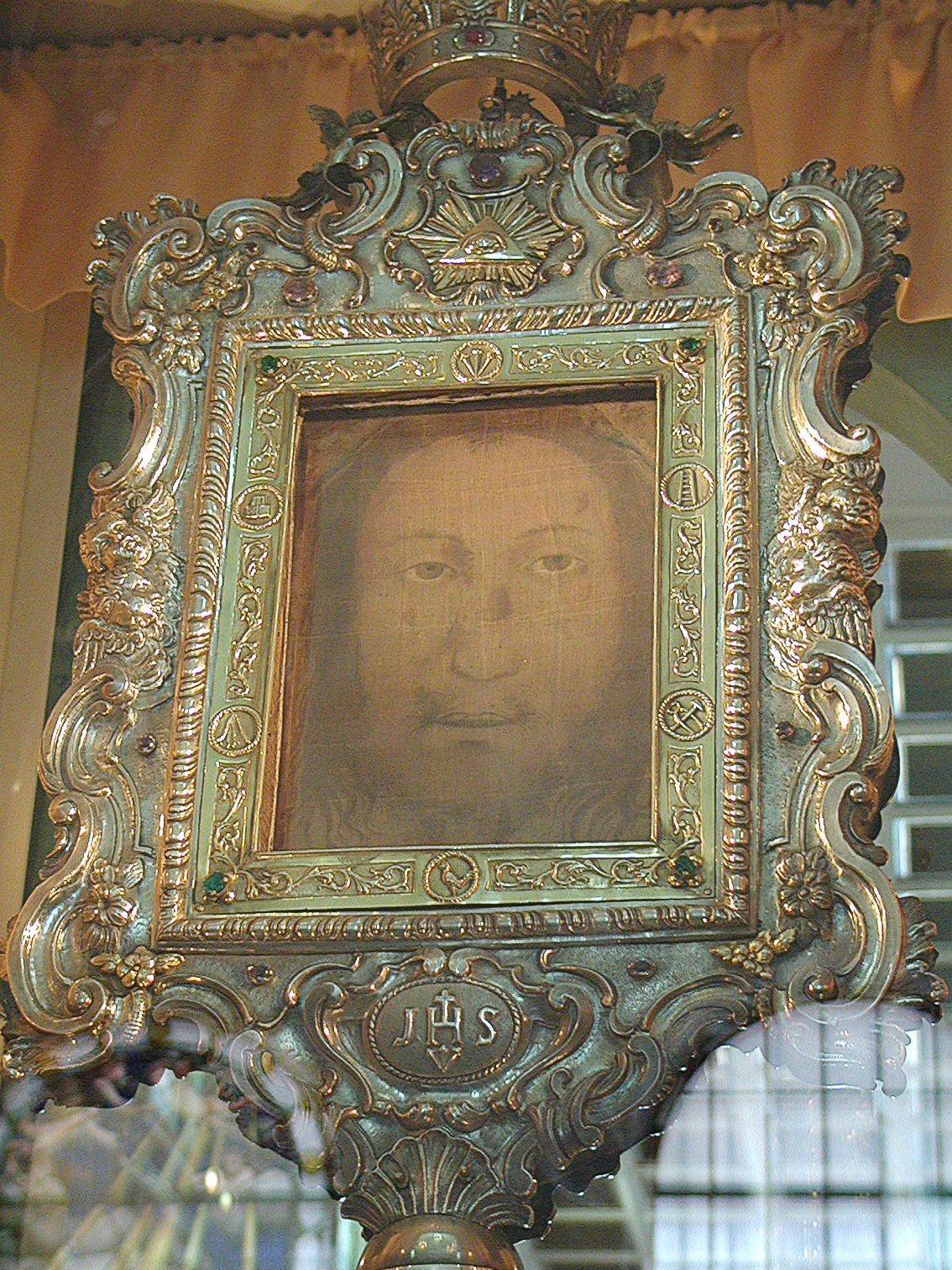
Rouška z Manopella zvaná Volto santo

Byssové čili mořské hedvábí je vlákenná třáseň z chapadel mušlí Pinna nobilis (viz snímek) upravená pro textilní účely. Z jedné mušle se dají získat 1–2 gramy až 6 cm dlouhých, tenkých, pevných vláken, která se zpravidla namáčí v citronové šťávě, čímž se natrvalo obarví do zlatova.

## Z historie byssového hedvábí
Označení byssus bylo známé už před začátkem našeho letopočtu např. v Egyptě, vztahovalo se však na drahé, jemné lněné nebo bavlněné tkaniny.
Klaus Berger, jeden ze současných předních biblistů, se domnívá, že rouška z Manopella uctívaná v  kapucínském klášteře Manopello v Itálii, která je vyrobena z byssového hedvábí, je rouškou, kterou byla podle židovského zvyku ovázána Kristova hlava v hrobě.
Další nejstarší doklad o „mořské vlně“ pochází ze 2. století n. l. z Řecka.
Z novější doby bylo zpracování mořského hedvábí na textilie známé ze Středomoří (např. Sant'Antioco, Sardinie), kde se provozovalo jako řemeslo až do začátku 20. století, od té doby se zde předvádí jen na ukázku v muzeu.
Od roku 2004 je v provozu putovní výstava s cca 60 exponáty, která se zabývá celou tematikou byssového hedvábí

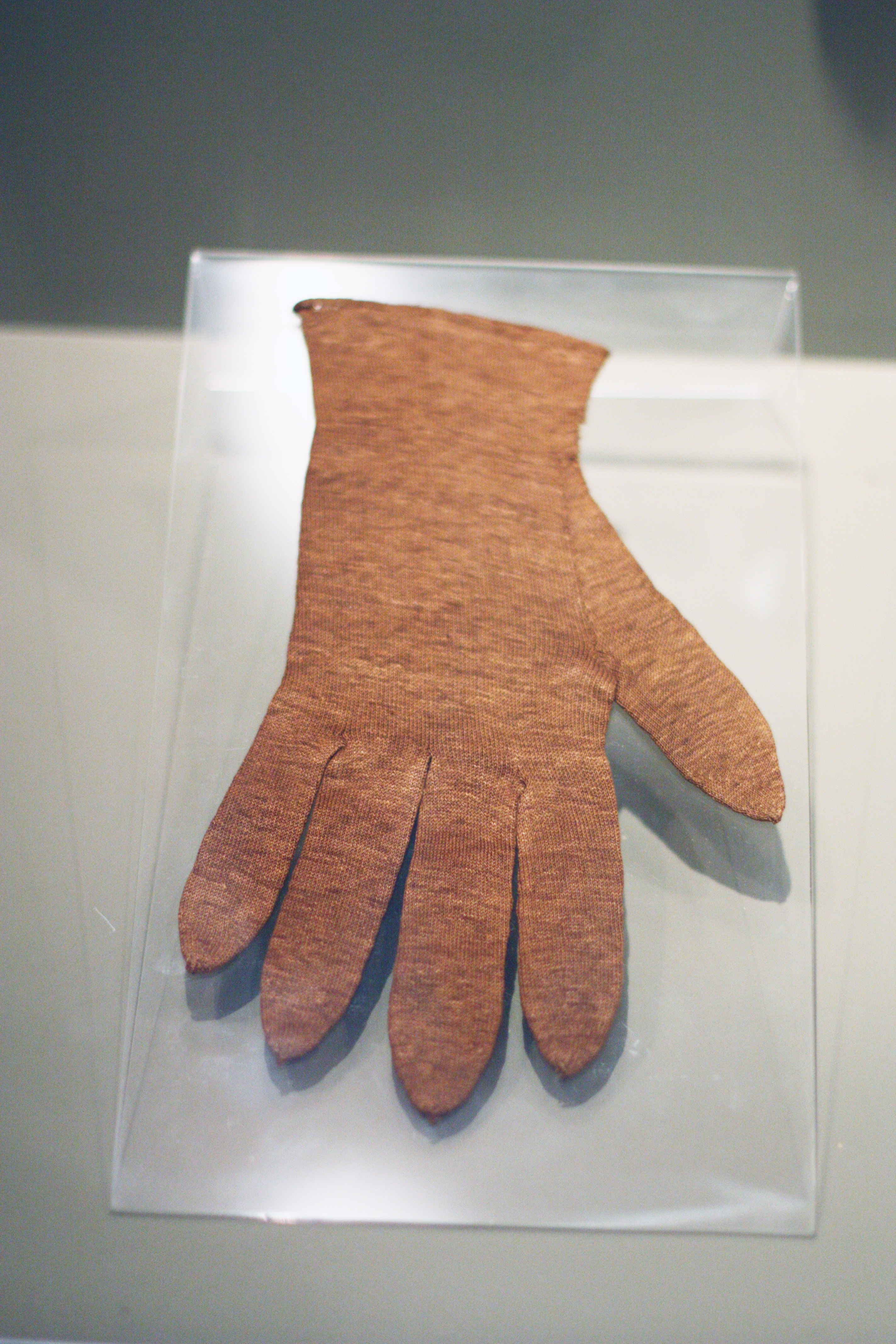
Rukavice z byssového hedvábí pletená asi koncem 19. století (muzeum v Brémách)

## Způsob výroby hedvábné příze
Podle popisu z roku 1835 se chomáček vláken ustřižený z mušle pročesává, z jednotlivých vláken se zákrutem tvoří nit a skaním tří nití dohromady vzniká hedvábná příze. (Výroba se prováděla ručně s použitím jednoduchých nástrojů, konkrétní textilně technické údaje nebyly dosud nikde zveřejněny).

## Použití
Podle písemných dokladů a archeologických nálezů (nejstarší ze začátku našeho letopočtu) se z b. hedvábí vyráběly oděvy jen pro privilegované osobnosti. Za surové hedvábí i výrobky z něj se platily po celou dobu jejich používání horentní částky peněz. Např. na začátku 19. století se v porovnání k ceně 1 kg surové bavlny (0,044 dukáty) platilo za stejné množství surového byssového hedvábí až sedmsetkrát tolik, za pár hedvábných punčoch 10–15 dukátů, a za plášť z byssového hedvábí 100 dukátů.
Z nálezů se dá odvodit, že se až do konce 19. století hedvábí používalo jen na pletené a háčkované výrobky, teprve později se začalo s pokusy o tkaní na mechanickém stavu (v roce 1936 byl na ně udělen patent). Přes jistou státní podporu se nikdy nepodařilo rozvinout výrobu na průmyslovou úroveň. I v době největšího rozkvětu dosáhla světová výroba jen několika set kilogramů, např. v Itálii se ve 20. letech minulého století dostalo do výroby ročně asi 40 kg surového hedvábí a v polovině 20. století zpracování hedvábí jako živnost zcela zaniklo.